# Shigeo Kurata
Shigeo Kurata (Japans: 倉田 重夫) is een Japanse botanicus gespecialiseerd in het geslacht Nepenthes. Zijn werk in de jaren 1960 en 1970 droeg bij aan de heropleving van de interesse voor deze vleesetende bekerplanten.
Kurata beschreef een groot aantal nieuwe soorten, waaronder N. campanulata, N. eymae, N. mindanaoensis, N. peltata, N. rhombicaulis en N. saranganiensis. Kurata's bekendste publicatie is de monografie Nepenthes of Mount Kinabalu uit 1976, die de Nepenthes-soorten op en rond de Maleisische berg Kinabalu beschrijft.
- Author citation (botany): Sh.Kurata
- Gemeinsame Normdatei: 1256396133
- International Standard Name Identifier: 0000 0003 7753 5276
- Bibliotheek van het Japanse parlement: 00254818
- Virtual International Authority File: 254703647